# Badmintonmeisterschaft von Trinidad und Tobago 2023
Die Badmintonmeisterschaft von Trinidad und Tobago 2023 fand vom 13. bis zum 17. März 2023 in Tacarigua statt.

## Medaillengewinner
| Disziplin    | Gold                         | Silber                                | Bronze                              |
| ------------ | ---------------------------- | ------------------------------------- | ----------------------------------- |
| Herreneinzel | Will Lee                     | Reece Marcano                         | Zion St. Rose                       |
| Herreneinzel | Will Lee                     | Reece Marcano                         | Vishal Ramsubhag                    |
| Dameneinzel  | Chequeda De Boulet           | Nekeisha Blake                        | Janiah Boodoosingh                  |
| Dameneinzel  | Chequeda De Boulet           | Nekeisha Blake                        | Cathline Ramroop                    |
| Herrendoppel | Milind Ogale Rahul Rampersad | Alistair Ezpinoza Will Lee            | Nathaniel Khillawan Reece Marcano   |
| Herrendoppel | Milind Ogale Rahul Rampersad | Alistair Ezpinoza Will Lee            | Donovan David Zion St. Rose         |
| Damendoppel  | Chequeda De Boulet Rhea Khan | Janiah Boodoosingh Faith Mollah       | Tishelle George Rachel Ragoonanan   |
| Damendoppel  | Chequeda De Boulet Rhea Khan | Janiah Boodoosingh Faith Mollah       | Cathline Ramroop Destiny Rattan     |
| Mixed        | Will Lee Jada Renales        | Nathaniel Khillawan Rachel Ragoonanan | Leon Cassie Nekeisha Blake          |
| Mixed        | Will Lee Jada Renales        | Nathaniel Khillawan Rachel Ragoonanan | Vishal Ramsubhag Janiah Boodoosingh |